# Городское поселение рабочий посёлок Горный
Городско́е поселе́ние рабочий посёлок Горный — муниципальное образование в Тогучинском районе Новосибирской области Российской Федерации.
Административный центр — рабочий посёлок Горный.

## История
Статус и границы городского поселения установлены Законом Новосибирской области от 2 июня 2004 года № 200-ОЗ «О статусе и границах муниципальных образований Новосибирской области»

## Население
| 2002   | 2010  | 2012  | 2013  | 2014  | 2015  | 2016  |
| ------ | ----- | ----- | ----- | ----- | ----- | ----- |
| 10 093 | ↘9603 | ↘9554 | ↗9658 | ↗9732 | ↗9737 | ↘9513 |
| 2017   | 2018  | 2019  | 2020  | 2021  |       |       |
| ↘9404  | ↘9318 | ↘9260 | ↘9147 | ↗9246 |       |       |

## Состав городского поселения
| № | Населённый пункт | Тип населённого пункта                  | Население |
| - | ---------------- | --------------------------------------- | --------- |
| 1 | Горный           | рабочий посёлок, административный центр | ↗8967     |
| 2 | Ермачиха         | посёлок                                 | ↗79       |
| 3 | Никольский       | посёлок                                 | ↘121      |